# 波格 (伊利諾伊州)
波格（英語：Poag）是位於美國伊利諾伊州麥迪遜縣的一個非建制地區。該地的面積和人口皆未知。

## 地理
波格的座標為38°47′49″N 90°02′20″W / 38.79694°N 90.03889°W，而該地的平均海拔高度為132米（即433英尺）。